# NGC 7185
NGC 7185 је елиптична галаксија у сазвежђу Водолија која се налази на NGC листи објеката дубоког неба.
Деклинација објекта је - 20° 28' 17" а ректасцензија 22h 2m 56,6s. Привидна величина (магнитуда) објекта NGC 7185 износи 12,2 а фотографска магнитуда 13,2. Налази се на удаљености од 20,0000 милиона парсека од Сунца. NGC 7185 је још познат и под ознакама ESO 601-10, MCG -4-52-11, PGC 67919.